# 西直门桥
39°56′20″N 116°20′58″E / 39.939014°N 116.349311°E

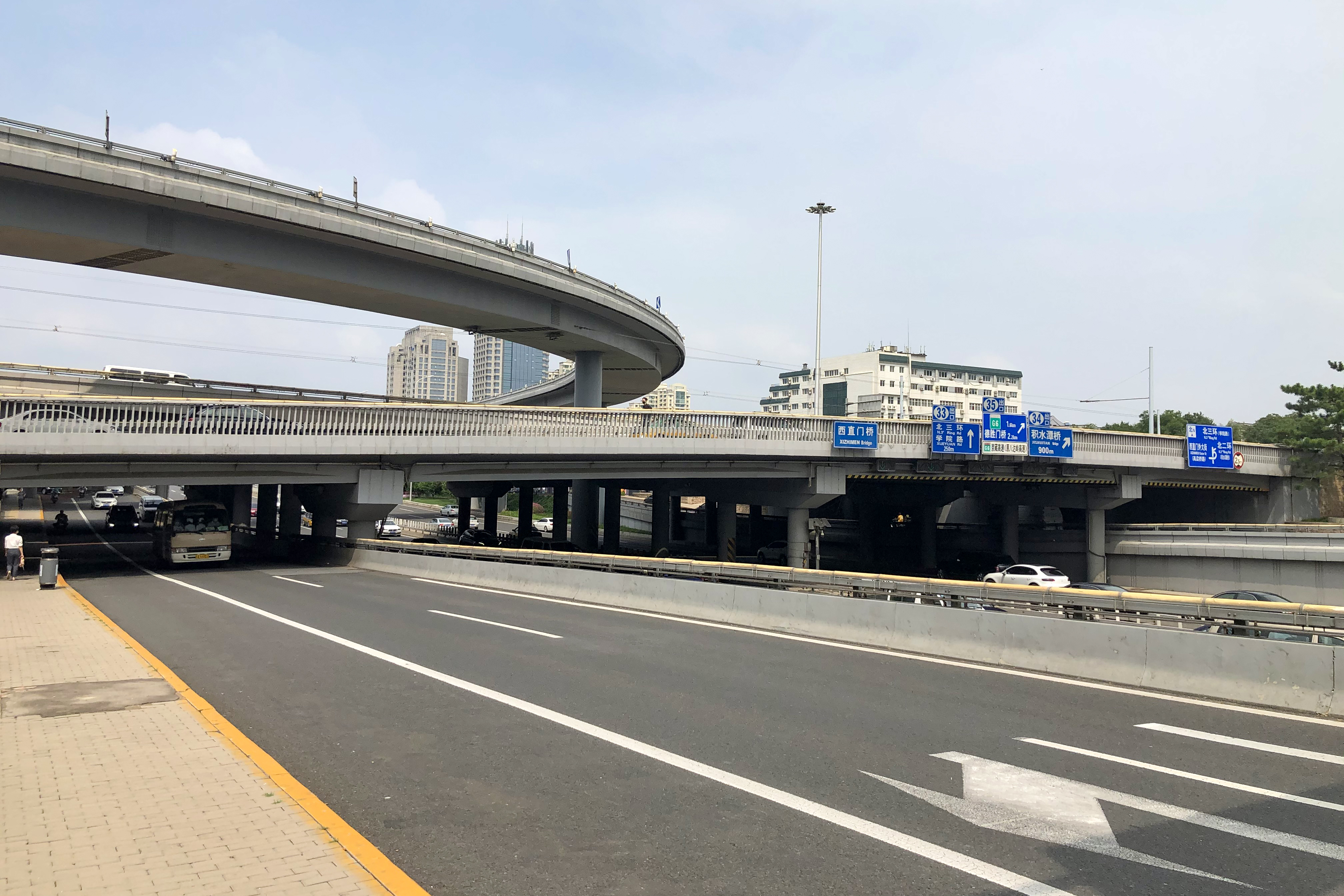
从西南方向拍摄的西直门桥

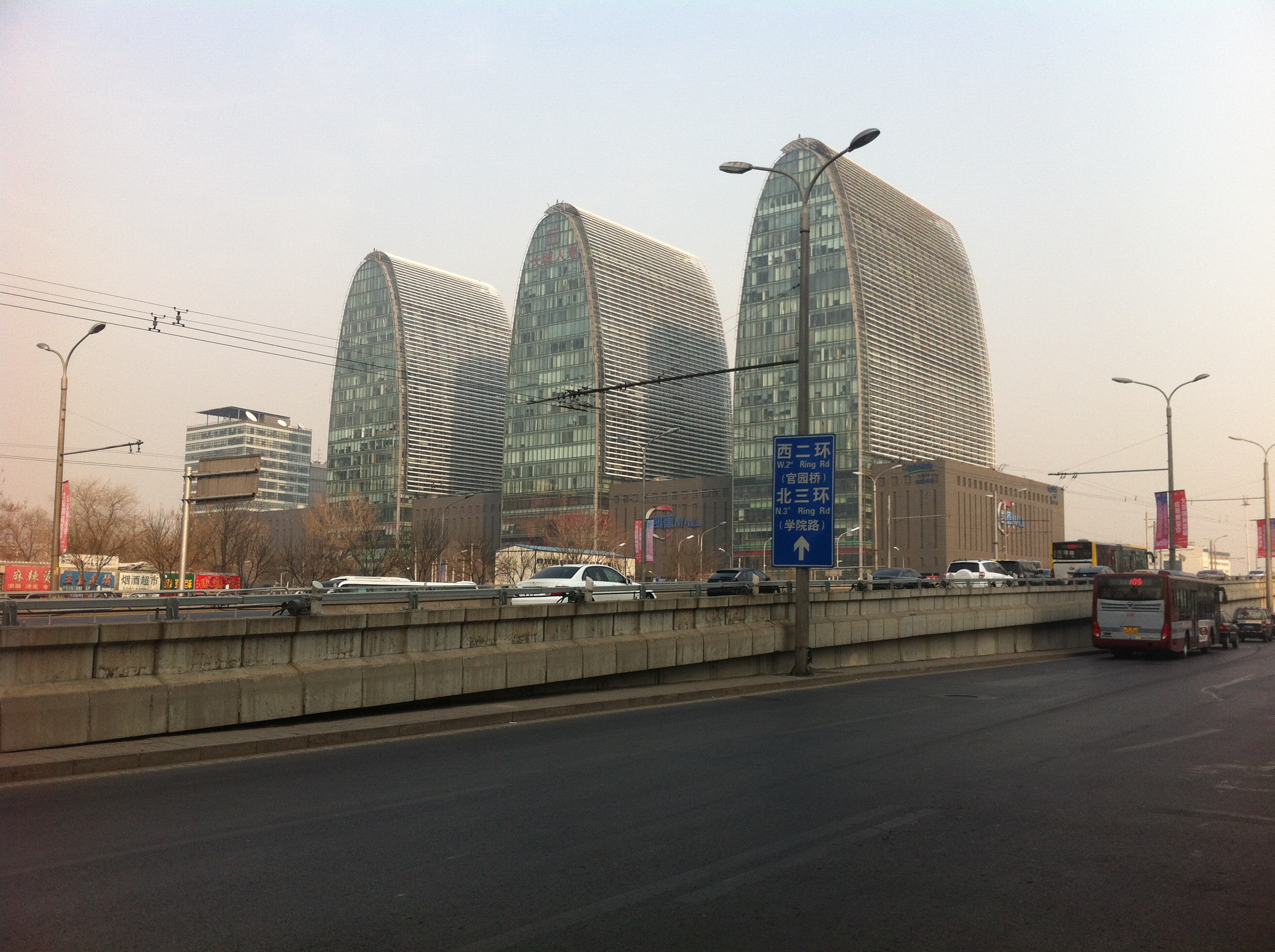
西直门桥的西侧桥头

西直门立交桥為中華人民共和國北京市二环路西北的一座立交桥，位于北京市老城墙西北角，原北京内城西直门原址上。

## 历史

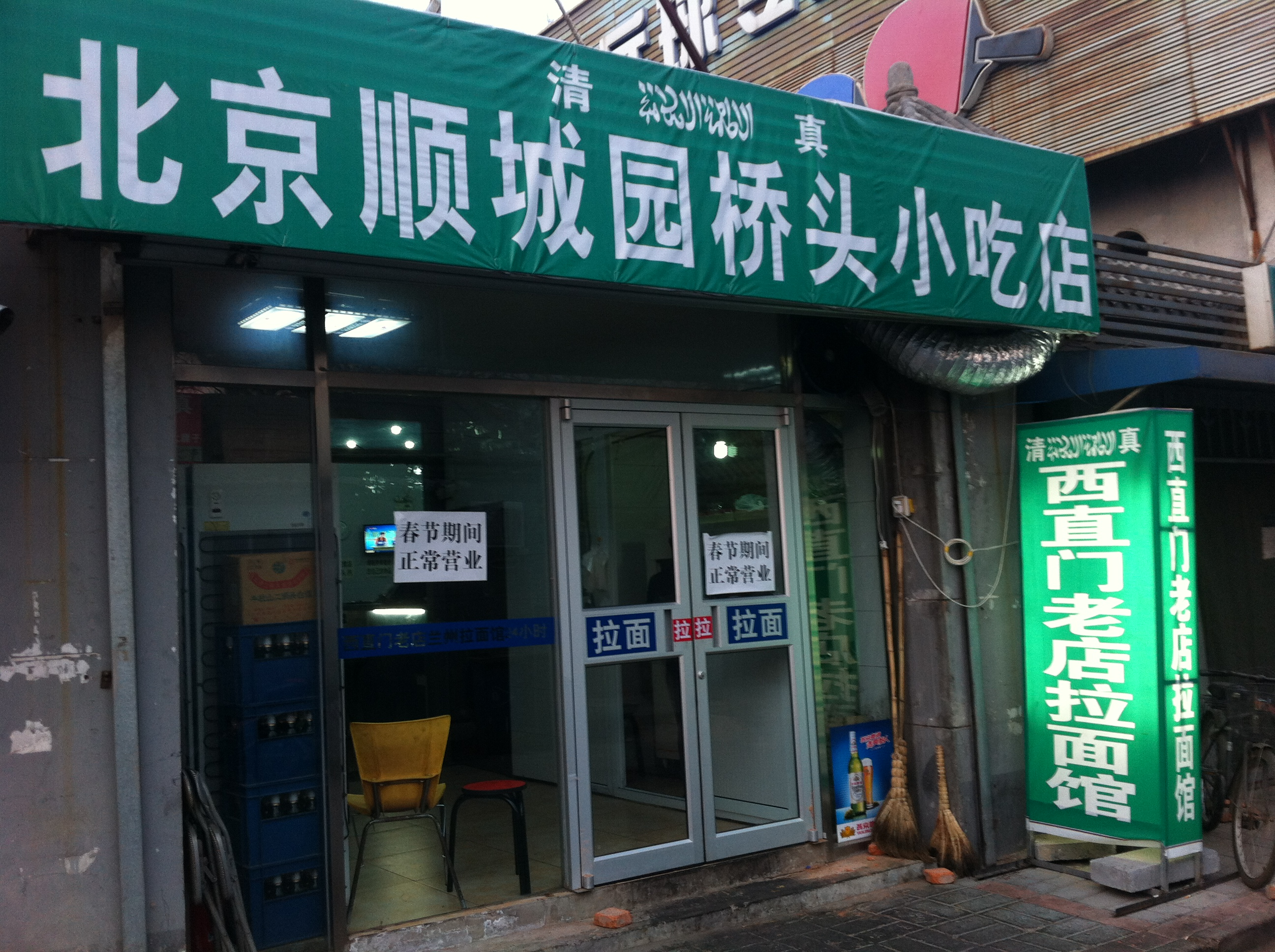
西直門橋頭小吃街

旧西直门立交桥建于1979年，是当时全国最大的立交桥（全国同时也是北京的第一座立交桥为复兴门桥），东西长540米，南北长450米，占地4.5公顷。桥面通行方式为三层环岛式立交，包括4座匝道桥、两座慢车桥、一座高架转盘桥、一座支线桥和35000平方米路面。旧西直门立交桥全高32米，也是当时北京全城最高的桥梁。
旧西直门立交桥分三层组织交通，下层为二环路南北向直行快车道，中层为椭圆形环岛慢车道，供自行车与行人通行，与二环路南北辅路和西直门内外大街东西向辅路相连。上层为连接西直门内大街和西直门外大街的转盘快车道。该桥设计机动车每小时最大通行量为6000辆，非机动车最大通行量为20000辆，桥梁承重为30吨载重汽车和100吨载重平板拖车。
随着城市的发展，西直门立交桥的交通量大大超过设计通行能力，成为城市道路交通拥堵的主要路段。旧西直门立交桥最终于1999年被拆除，随后建立了新的西直门立交桥，预计通行能力为每小时12000辆机动车。西直门新桥设计者为聂大华，是北京市政工程设计研究总院四所副总工程师，1985年毕业于北京建筑工程学院。新西直门立交桥于1999年3月6日开工，9月17日竣工并通车，造价约人民币2亿元。

## 民间批评

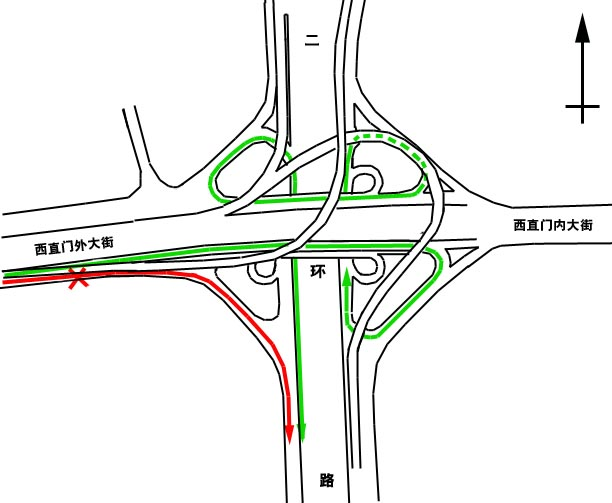
新西直门桥西向南右转弯示意

新西直门立交桥由于对交通流量发展趋势的错误估计，设计不合理，路标指示混乱，造成了更为严重的拥堵，民众的批评声不断。由于过分照顾主要交通方向的机动车，支流方向的机动车如果需要右转弯就必须盘桥行驶，加大了车流量。此外，新西直门立交桥的各进口通行能力高，出口通行能力低，进出口位置设置不合理。此外新西直门桥还设置了多处禁行、禁左标志，不但使司机迷惑，而且交通标志放置的位置也极不合理，无法提前提醒司机分流。
民众对西直门桥的最大抱怨就在于，机动车由西向南一个简单的右转被设计成了盘山公路型的盘桥，详见示意图。红线在7时至20时是禁止机动车通行的（公交车辆和非机动车除外）。
普通车辆从西侧驶入，需要先向东过西二环，连续右转进入西二环东侧道路向北行驶，穿越西直门大街后再连续右转，进入西直门大街北侧道路向西行驶，再度穿越西二环，连续右转才最终进入西二环西侧道路向南行驶。
由于这种设计过于复杂，因此在互联网上出现了许多针对新西直门立交桥的恶搞文章。